# Спектрограмма

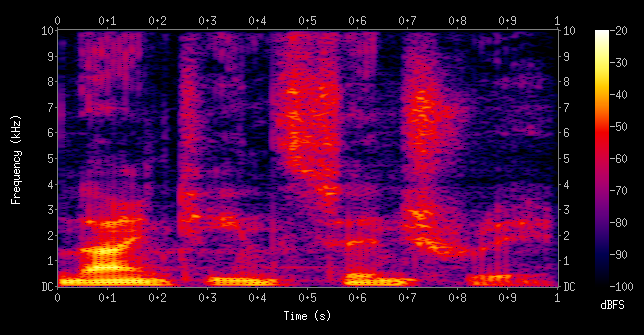
Спектрограмма мужского голоса

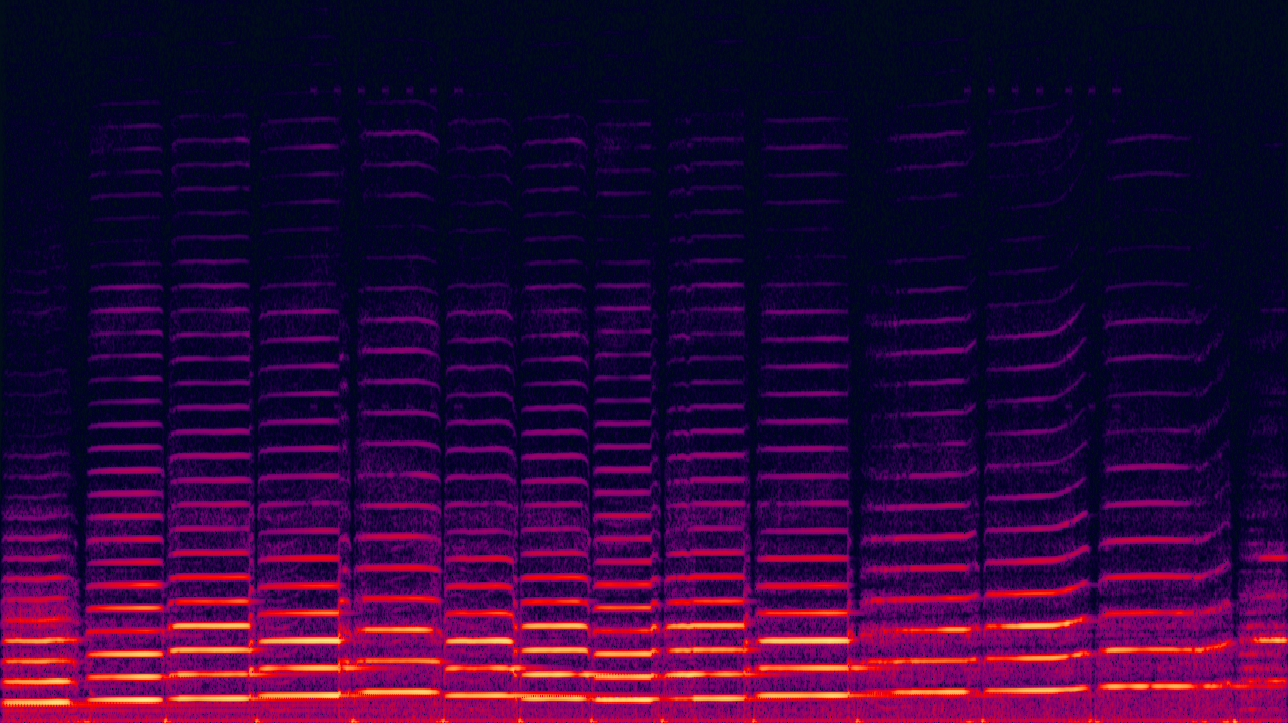
Спектрограмма игры на скрипке.

Спектрогра́мма (соногра́мма) — изображение, показывающее зависимость спектральной плотности мощности сигнала от времени. Спектрограммы применяются для идентификации речи, анализа звуков животных, в различных областях музыки, радио- и гидролокации, обработке речи, сейсмологии и в других областях.

## Представление

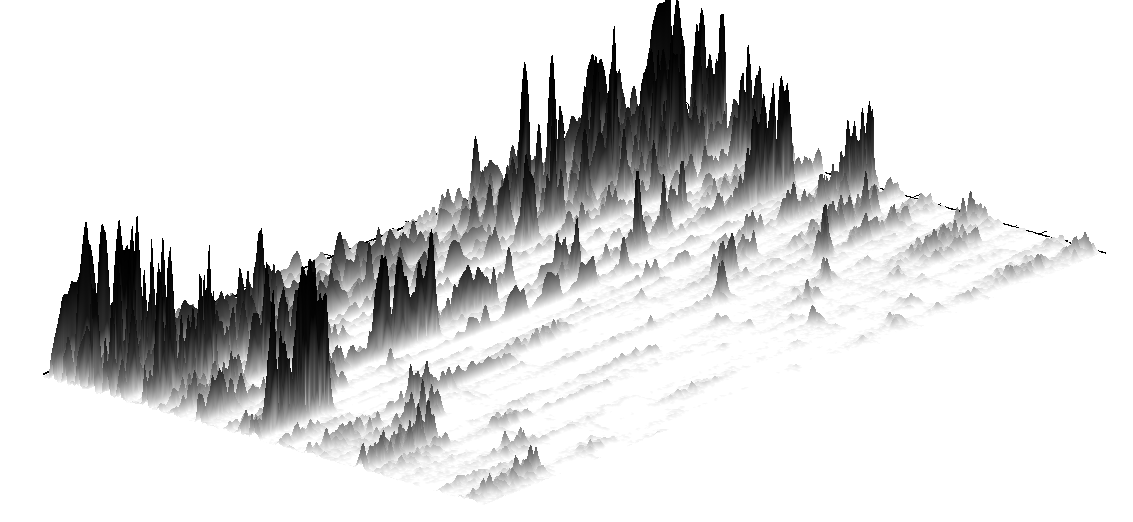
Часть музыкального произведения в трёхмерном представлении

Наиболее распространенным представлением спектрограммы является двумерная диаграмма: на горизонтальной оси представлено время, по вертикальной оси — частота; третье измерение с указанием амплитуды на определенной частоте в конкретный момент времени представлено интенсивностью или цветом каждой точки изображения.
Есть много вариантов представления: иногда вертикальная и горизонтальная оси включены так, что время бежит вверх и вниз, иногда амплитуда представлена вершинами в трёхмерном пространстве, а не цветом или интенсивностью. Частота и амплитуда осей может быть линейными или логарифмическими, в зависимости от того, с какой целью используется график. Аудио обычно может быть представлено с логарифмической осью амплитуды (зачастую, в децибелах или дБ), и частота будет линейной, чтобы подчеркнуть гармонические отношения, или логарифмической, чтобы подчеркнуть музыкальные, тональные отношения.

## Формирование
Спектрограмма обычно создаётся одним из двух способов: аппроксимируется, как набор фильтров, полученных из серии полосовых фильтров (это был единственный способ до появления современных методов цифровой обработки сигналов), или рассчитывается по сигналу времени, используя оконное преобразование Фурье. Эти два способа фактически образуют разные квадратичные частотно-временные распределения, но эквивалентны при некоторых условиях.
Метод полосовых фильтров обычно используется в аналоговой обработке для разделения входного сигнала на частотные диапазоны.
Создание спектрограммы с помощью оконного преобразования Фурье обычно выполняется методами цифровой обработки. Производится цифровая выборка данных во временной области. Сигнал разбивается на части, которые, как правило, перекрываются, и затем производится преобразование Фурье, чтобы рассчитать величину частотного спектра для каждой части. Каждая часть соответствует вертикальной линии на изображении — значение амплитуды в зависимости от частоты в каждый момент времени. Спектры или временные  графики располагаются рядом на изображении или трёхмерной диаграмме.
Спектрограмма сигнала s(t) может быть оценена путём вычисления квадрата амплитуды оконного преобразования Фурье сигнала s(t), следующим образом:
{\displaystyle \mathrm {spectrogram} (t,\omega )=\left|\mathrm {STFT} (t,\omega )\right|^{2}}